# Senapati (Distrikt)
Der Distrikt Senapati ist ein Distrikt im indischen Bundesstaat Manipur. Verwaltungssitz ist der namensgebende Ort Senapati.

## Geografie
Der Distrikt Senapati liegt im Norden Manipurs. Die Fläche des Distrikts beträgt seit der Abspaltung des Distrikts Kangpokpi noch 1573 Quadratkilometer. Weite Teile des Distrikts sind Bergland und werden von zahlreichen Flüssen und Bächen entwässert. Der Distrikt hat mehrheitlich eine Höhenlage von deutlich über 1000 Metern über dem Meeresspiegel. Im Sommer erreichen die Tagestemperaturen dennoch bis 34 Grad. Wegen der Höhenlage sinken die Temperaturen in den kälteren Monaten nachts auf bis 3 Grad. Die Regenmenge ist sehr unterschiedlich und schwankt lokal von 671 mm bis 1454 mm pro Jahr.
Nachbardistrikte sind Ukhrul im Osten, Kangpokpi im Süden sowie Tamenglong im Westen. Im Norden grenzt der Distrikt an den Bundesstaat Nagaland.

## Geschichte
Im späten 19. Jahrhundert eroberten die Briten die Region und das Gebiet wurde Teil von Manipur innerhalb Bengalens. Im Zweiten Weltkrieg lag er nahe der Front zwischen Briten und Japanern. Nach der indischen Unabhängigkeit vollzog Manipur 1949 den Anschluss an Indien. Der Distrikt entstand am 12. November 1969 durch die Teilung des Territoriums Manipur in fünf Distrikte. Vom 12. November 1969 bis zum 15. Juli 1983 trug der heutige Distrikt den Namen Manipur North. Am 6. Dezember 2016 wurde ein Teil des Distrikts abgetrennt. Daraus entstand der neue Distrikt Kangpokpi.

## Bevölkerung

### Übersicht
Nach der Volkszählung 2011 hat der Distrikt Senapati 285.404 Einwohner. Bei 181 Einwohnern pro Quadratkilometer ist der Distrikt dicht besiedelt. Der Distrikt ist trotzdem ländlich geprägt und hat einen unterdurchschnittlichen Alphabetisierungsgrad. Der Distrikt Senapati gehört zu den Gebieten Manipurs, die mehrheitlich von Angehörigen der anerkannten Stammesgemeinschaften (scheduled tribes) und Dalit (scheduled castes) besiedelt sind. Es gibt keine einzige städtische Siedlung innerhalb des Distrikts. Der Hauptort Senapati hat 2183 Einwohner, ist aber nicht die größte Siedlung im Distrikt.

### Bevölkerungsentwicklung
Wie überall in Indien wächst die Einwohnerzahl im Distrikt Senapati seit Jahrzehnten stark an. Vor 1981 unterschieden sich die Grenzen der Subdivisionen stark im Vergleich zu heute. Wegen eines Kriegskonflikts konnte im Jahr 2001 keine vollständige Zählung durchgeführt werden. Für alle drei Subdivisionen des heutigen Distrikts liegen nur Teilangaben der Einwohnerzahl vor. Die Entwicklung der Einwohnerzahl verdeutlicht folgende Tabelle:

### Bevölkerung des Distrikts nach Geschlecht
Der Distrikt hatte ursprünglich – für Indien üblich – stets mehr männliche wie weibliche Einwohner und hat sich in den letzten Jahrzehnten kaum verändert.
| Verteilung der Bevölkerung nach Geschlecht im Distrikt Senapati |                   |                   |                   |                   |                   |                   |
|                                                                 | Volkszählung 1981 | Volkszählung 1981 | Volkszählung 1991 | Volkszählung 1991 | Volkszählung 2011 | Volkszählung 2011 |
| Anzahl                                                          | Anteil            | Anzahl            | Anteil            | Anzahl            | Anteil            |                   |
| GESAMT                                                          | 64.525            | 100 %             | 91.337            | 100 %             | 285.404           | 100 %             |
| Männer                                                          | 33.611            | 52,09 %           | 47.655            | 52,17 %           | 148.415           | 52,00 %           |
| Frauen                                                          | 30.914            | 47,91 %           | 43.682            | 47,83 %           | 136.989           | 48,00 %           |

### Volksgruppen
In Indien teilt man die Bevölkerung in die drei Kategorien general population, scheduled castes und scheduled tribes ein. Die scheduled castes (anerkannte Kasten) mit (2011) 286 Menschen (0,10 Prozent der Bevölkerung) werden heutzutage Dalit genannt (früher auch abschätzig Unberührbare betitelt). Die scheduled tribes sind die anerkannten Stammesgemeinschaften mit (2011) 264.682 Menschen (92,74 Prozent der Bevölkerung), die sich selber als Adivasi bezeichnen. Zu ihnen gehören in Manipur 33 Volksgruppen. Aufgrund der Sprache (Zahlen für die Volksgruppen sind nur bis Distriktshöhe veröffentlicht) sind die Mao, Maram, Zemi, Khezha, Liangmei, Zeliang und Tangkhul die wichtigsten Gruppen innerhalb der anerkannten Stammesgemeinschaften im heutigen Distrikt.

### Bevölkerung des Distrikts nach Sprachen
Fast die ganze Bevölkerung des Distrikts Senapati spricht eine tibetobirmanische Sprache. Es dominiert die Sprachgruppe Mao mit 219.416 Personen oder 76,88 % der Distriktsbevölkerung. Einzelsprachen dieser Sprachgruppe sind Paola und Mao. Eine bedeutende sprachliche Minderheit sind die Maram, die allerdings nur in der Subdivision Mao–Maram leben (30.461 Personen oder 18,64 % der dortigen Einwohnerschaft). Alle weiteren Minderheitensprachen konzentrieren sich mit Ausnahme von Khezha auf diese Subdivision. Khezha ist in den Subdivisionen Mao–Maram und Purul verbreitet. Die Einzelsprachen verteilen sich wie folgt:
| Jahr                                   | Paola   | Paola   | Mao    | Mao     | Maram  | Maram   | Nepali | Nepali | Zemi | Zemi   | Khezha | Khezha | Liangmei | Liangmei | Zeliang | Zeliang | Tangkhul | Tangkhul | Gesamt  | Gesamt   |
| Jahr                                   | Zahl    | %       | Zahl   | %       | Zahl   | %       | Zahl   | %      | Zahl | %      | Zahl   | %      | Zahl     | %        | Zahl    | %       | Zahl     | %        | Zahl    | %        |
| -------------------------------------- | ------- | ------- | ------ | ------- | ------ | ------- | ------ | ------ | ---- | ------ | ------ | ------ | -------- | -------- | ------- | ------- | -------- | -------- | ------- | -------- |
| 2011                                   | 134.111 | 46,99 % | 85.304 | 38,88 % | 30.461 | 10,67 % | 8112   | 2,84 % | 7572 | 2,65 % | 4998   | 1,75 % | 4418     | 1,55 %   | 2709    | 0,95 %  | 1746     | 0,61 %   | 285.404 | 100,00 % |
| Quelle: Ergebnis der Volkszählung 2011 |         |         |        |         |        |         |        |        |      |        |        |        |          |          |         |         |          |          |         |          |

### Bevölkerung des Distrikts nach Bekenntnissen
Die Bewohner bekennen sich fast vollständig zum Christentum. Einzige bedeutende Minderheit sind die Hindus, die fast gänzlich in der Subdivision Mao–Maram leben (9334 Personen oder 5,71 % der dortigen Bevölkerung). Seit der Unabhängigkeit Indiens traten fast alle Stammesangehörige (scheduled tribes) zum Christentum über. Die genaue religiöse Zusammensetzung der Bevölkerung zeigt folgende Tabelle:
| Jahr                                   | Buddhisten | Buddhisten | Christen | Christen | Hindus | Hindus | Jainas | Jainas | Muslime | Muslime | Sikhs | Sikhs  | Andere | Andere | keine Angaben | keine Angaben | Gesamt  | Gesamt   |
| Jahr                                   | Zahl       | %          | Zahl     | %        | Zahl   | %      | Zahl   | %      | Zahl    | %       | Zahl  | %      | Zahl   | %      | Zahl          | %             | Zahl    | %        |
| -------------------------------------- | ---------- | ---------- | -------- | -------- | ------ | ------ | ------ | ------ | ------- | ------- | ----- | ------ | ------ | ------ | ------------- | ------------- | ------- | -------- |
| 2011                                   | 623        | 0,22 %     | 272.013  | 95,31 %  | 9582   | 3,36 % | 6      | 0,00 % | 781     | 0,27 %  | 21    | 0,01 % | 659    | 0,23 % | 1719          | 0,60 %        | 285.404 | 100,00 % |
| Quelle: Ergebnis der Volkszählung 2011 |            |            |          |          |        |        |        |        |         |         |       |        |        |        |               |               |         |          |

## Bildung
Trotz bedeutender Anstrengungen ist das Ziel der vollständigen Alphabetisierung noch nicht erreicht. Der Alphabetisierungsgrad ist für den Bundesstaat Manipur vergleichsweise tief. Er schwankt zwischen 47,35 % in der Subdivision Paomata und 59,70 % in der Subdivision Purul.
| Alphabetisierung im Distrikt Senapati  |                   |                   |
| Einheit                                | Volkszählung 2011 | Volkszählung 2011 |
| Einheit                                | Anzahl            | Anteil            |
| GESAMT                                 | 140.295           | 56,50 %           |
| Männer                                 | 79.843            | 62,07 %           |
| Frauen                                 | 60.452            | 50,52 %           |
| Quelle: Ergebnis der Volkszählung 2011 |                   |                   |

## Verwaltung
Vor 1981 gab es auf dem Gebiet des heutigen Distrikts nur die Subdivision Mao–Maram. Aus dieser und weiteren Gebieten entstanden die beiden Subdivision Mao–Maram und Paomata. Aus den südlichen Teilen der Subdivision Paomata bildete sich die Subdivision Purul. Der Distrikt ist heute in die sechs Verwaltungseinheiten Chilivai Phaibung, Paomata, Song Song, Tadubi und Willong unterteilt.